# Червената лястовица
„Червената лястовица“ (на английски: Red Sparrow) е американски шпионски трилър от 2018 г. на режисьора Франсис Лоурънс, по сценарий на Джъстин Хейти, базиран на едноименния роман от 2013 г., написан от Джейсън Матюс, и участват Дженифър Лорънс, Джоел Еджертън, Матиас Шьонертс, Шарлот Рамплинг, Мери-Луиз Паркър и Джеръми Айрънс.